# 荒川一中前停留場
荒川一中前停留場（日语：／ Arakawa-itchūmae teiryūjo */?）是位於東京都荒川區南千住一丁目，屬於都電荒川線（東京櫻電）的停留場。車站編號是SA 02。

## 歷史
- 2000年（平成12年）11月11日：沿線居民請願下開業[1]。

## 停留場構造
本站為對向式月台2面2線的地面車站。
| 月台 | 路線                   | 方向 | 目的地                             |
| ---- | ---------------------- | ---- | ---------------------------------- |
| 南側 | 都電荒川線（東京櫻電） | 上行 | 町屋站前、荒川遊園地前、早稻田方向 |
| 北側 | 都電荒川線（東京櫻電） | 下行 | 三之輪橋方向                       |

## 可供轉乘的巴士路線
沒有巴士路線行經本電車站。

## 相鄰停留場
東京都交通局
 都電荒川線（東京櫻電）
荒川區役所前（SA 03）－荒川一中前（SA 02）－三之輪橋（SA 01）

## 外部連結
- 荒川一中前停留場 （页面存档备份，存于） - 東京都交通局